# Bruno Kouamé
Bruno Kouamé (* 16. Dezember 1927 in Anoumaba; † 17. Mai 2021 in Bouaké) war ein ivorischer Geistlicher und römisch-katholischer Bischof von Abengourou.

## Leben
Bruno Kouamé trat 1943 in das Knabenseminar in Bingerville ein und studierte ab 1949 Philosophie und Theologie am Priesterseminar von Ouidah in Benin. Am 8. Juli 1956 empfing er mit 28 Jahren das Sakrament der Priesterweihe. Von 1956 bis 1959 war er in der Seelsorge und als Religionslehrer in Bouaké tätig. 1959 gründete er auf Wunsch seines Bischofs das Diözesanseminar, das er 10 Jahre lang leitete. Als Pfarrer einer Londoner Gemeinde perfektionierte er ein Jahr lang sein Englisch. Ab 1970 absolvierte ein Theologiestudium am Institut Catholique de Paris und an der Sorbonne. Im Bistum Bouaké wurde er Generalvikar und zudem Englischlehrer und geistlicher Berater ivorischer Priester.
Papst Johannes Paul II. ernannte ihn am 26. März 1981 zum Bischof von Abengourou, nachdem seine beiden Vorgänger innerhalb von zwei Jahren mit nur 51 beziehungsweise 42 Jahren gestorben waren. Der Erzbischof von Abidjan, Bernard Yago, spendete ihm am 31. Mai desselben Jahres in Abengourou die Bischofsweihe; Mitkonsekratoren waren Justo Mullor García, Apostolischer Nuntius in der Elfenbeinküste sowie Apostolischer Pro-Nuntius in Burkina Faso und Niger, und Lucien Monsi-Agboka, Bischof von Abomey.
Am 21. November 2003 nahm Papst Johannes Paul II. sein altersbedingtes Rücktrittsgesuch an. Bruno Kouamé starb mit 93 Jahren in Bouaké.

## Schriften
- Réflexion sur le mythe de la Reine Abra Pokwu, Institut Catholique de Paris 1974, OCLC 913290365
- mit Gabriel L. Assiéné: Ma vie avec Jésus, Paulines 2007, ISBN 9782914624732
- La poutre de mon œil, Paulines 2008, ISBN 9782914624947